# 议会领袖
议会领袖（英語：parliamentary leader）是一个政治职衔或描述性术语，在多个国家中用于指代在国家或地方立法机关中领导议会党团或政党议会小组的人。在大多数议会制民主国家中，议会领袖通常是该党在议会中的最高级别议员。政党领袖有时也兼任议会领袖，但在某些情况下，这两个职位可能由不同的人担任。